# Herkensen
Herkensen ist ein Ortsteil des Fleckens Coppenbrügge im Süden des niedersächsischen Landkreises Hameln-Pyrmont.

## Lage
Herkensen liegt nordwestlich von Coppenbrügge und nordöstlich von Hameln.

## Geschichte

### Eingemeindungen
Im Zuge der Gebietsreform in Niedersachsen, die am 1. Januar 1973 stattfand, wurde die zuvor selbständige Gemeinde Herkensen in den Flecken Coppenbrügge eingegliedert.

### Einwohnerentwicklung
| Jahr      | 1910  | 1925  | 1933  | 1939  | 1950  | 1956  |
| --------- | ----- | ----- | ----- | ----- | ----- | ----- |
| Einwohner | 281   | 271   | 245   | 255   | 573   | 452   |
| Quelle    | [ 4 ] | [ 5 ] | [ 5 ] | [ 5 ] | [ 1 ] | [ 1 ] |

|  |

## Politik
Ortsrat und Ortsbürgermeister
Der Ortsrat der Ortschaft Brünnighausen vertritt auf kommunaler Ebene die Coppenbrügger Ortsteile Bäntorf, Brünnighausen, Herkensen und Hohnsen.